# 德誠
宗室德誠（1801年—1850年），字默庵，愛新覺羅氏。清朝官员，進士出身。

## 生平
嘉庆二十四年乙卯科举人，道光六年（1826年）丙戌科進士，授翰林院庶吉士。道光九年，任翰林院編修、詹事府司經局洗馬。次年，任文淵閣校理。道光十二年，任武殿試彌封官。道光十三年，任左贊善。道光十四年，任貴州鄉試正考官、翰林院侍講、日講起居注官。道光十五年，升任侍講學士。次年，任詹事府詹事、大理寺卿。道光十七年，任左副都御史、磨勘歲考試卷大臣、盛京工部侍郎，管理移居宗室事務。道光十八年，任盛京刑部侍郎。
道光二十年，任刑部右侍郎，兼鑲紅旗漢軍副都統。道光二十年，任值年大臣、會試覆勘試卷大臣、朝考閱卷大臣、查城大臣、順天鄉試監臨官，兼署正藍旗護軍統領。道光二十一年，任經筵前引大臣、署鑲黃旗滿洲副都統、鑲紅旗護軍統領、殿試讀卷官、管理鑲紅旗漢軍新舊營房事務大臣。道光二十二年，任泰寧鎮總兵。道光二十五年，任倉場侍郎。

## 家庭
- 曾祖簡勤親王奇通阿。
- 祖父簡恪親王豐訥亨。
- 父鎮國將軍宗室伊鏗額，散秩大臣，钦命总理回疆八城事务。嫡母索綽絡氏（父乾隆二年（1737年）丁巳恩科进士德保 (清朝)）。庶母生母吴氏。
- 胞兄宗室德隆布，嘉庆二十三年戊寅科举人；妻汪佳氏（父内务府正白旗汉军、总管内务府大臣巴寧阿，姑母汪氏封乾隆帝之惇妃）。
- 妻鈕祜祿氏（父鑲黃旗滿洲、工部礼部尚书成齡，先祖世管佐领、輕車都尉車爾格；姑母鈕祜祿氏嫁內大臣、江寧將軍、一等承恩公烏雅氏西銘）。
- 子宗室來山。